# Złoczew (gmina)
Złoczew est une gmina mixte du powiat de Sieradz, Łódź, dans le centre de la Pologne. Son siège est la ville de Złoczew, qui se situe environ 23 km au sud-ouest de Sieradz et 73 km au sud-ouest de la capitale régionale Łódź.
La gmina couvre une superficie de 118,02 km2 pour une population de 7 398 habitants.

## Géographie
Outre la ville de Złoczew, la gmina inclut les villages d'Andrzejówka, Biesiec, Borzęckie, Broszki, Broszki-Kolonia, Bujnów, Bujnów-Kolonia, Burdynówka, Czarna, Dąbrowa Miętka, Doliny, Emilianów, Filipole, Galbierka, Glina, Górki, Grójec Mały, Grójec Wielki, Grójec Wielki-Gajówka, Grójec Wielki-Leśniczówka, Gronówek, Jaryszek, Jaźwiny, Jeże, Kamasówka, Kamasze, Kita, Koźliny, Kresy, Krzyżanka, Łagiewniki, Łeszczyn, Lipiny, Ługi, Miklesz, Miklesz-Kolonia, Młyn, Napłatek, Niwa, Obojęcie, Pieczyska, Pogony, Pokarczemna, Pokowalska, Potok, Prusaki, Przerwa, Przylepka, Robaszew, Serwitut (sołectwo Czarna), Serwitut (sołectwo Stolec), Siekanie, Stanisławów, Stara Wieś, Stolec, Stolec Poduchowny, Struga, Szklana Huta, Szlachecka, Uników, Uników Poduchowny, Uników-Kolonia, Wandalin, Wandalin nad Szosą, Wilkołek Grójecki, Wilkołek Unikowski, Zapowiednik et Zawiatraki.
La gmina borde les gminy de Brąszewice, Brzeźnio, Burzenin, Klonowa, Konopnica, Lututów et Ostrówek.